# Kaos India
I Kaos India sono un gruppo musicale indie alternative rock italiano nato nel 2011 a Modena. Hanno condiviso il palco con alcuni nomi del panorama alternativo italiano e internazionale come Placebo, Gomma, The Bastard Sons of Dioniso, Rumatera, Giorginess, Alteria.

## Storia del gruppo
Il gruppo è un quartetto composto da Mattia Camurri, Francesco Sireno, Marco Della Casa e Vincenzo Moreo. Esordiscono con l'omonimo EP 'Kaos IndiA' nel dicembre 2011, registrato presso il Bizzarri Studio di Modena in collaborazione con Dario Casillo (già fonico di Samuele Bersani). Dopo il tour di promozione del primo EP, il gruppo pubblica nel 2014 l'album d'esordio The Distance Between.
Nell'estate 2015 pubblicano il mini-EP Stay, al quale seguono due anni di intensa attività concertistica.
Nel febbraio 2017 incontrano il produttore Pietro Foresti e dopo un breve periodo di pre-produzione iniziano le sessioni di registrazione del nuovo album presso l'Overstudio di Pieve di Cento.
I'11 maggio 2018 esce il singolo Half. Il gruppo continua ad esibirsi dal vivo. I'8 novembre 2018 esce su VEVO il video del singolo Don't Stop in anteprima per Billboard Italia. Il secondo album, Wave, esce in formato digitale il 2 febbraio 2019, pubblicato da Universal Music Italia anticipato dal singolo Who Needs Who e dal relativo lyrics video.

## Influenze
Tra le influenze più importanti citate dal gruppo vi sono band come Arctic Monkeys, The Cure, Kings of Leon, The Black Keys, U2, Editors, Radiohead, The Smiths, Oasis.

## Formazione
- Mattia Camurri: voce, chitarra elettrica (2011 - presente)
- Francesco Sireno: chitarra elettrica (2011 - presente)
- Marco Della Casa: batteria (2011 - presente)
- Vincenzo Moreo: basso elettrico (2011 - presente)

## Discografia

### EP
- Kaos IndiA (2011)
- Stay (2015)

### LP
- The Distance Between (2014)
- Wave (2019)

### Singoli
- 2015 – Stay
- 2018 – Half
- 2018 – Don't Stop
- 2018 – Who Needs Who
- 2018 – A Second